# Ант'є Трауе
Антьє Трауе (нім. Antje Traue; нар. 18 січня 1981, Мітвайда, Саксонія, Німеччина) — німецька акторка. Відома за ролі Надії у фільмі Пандорум, Фаори у фільмі Людина зі сталі, Агнес Нільсен у серіалі Пітьма

## Біографія

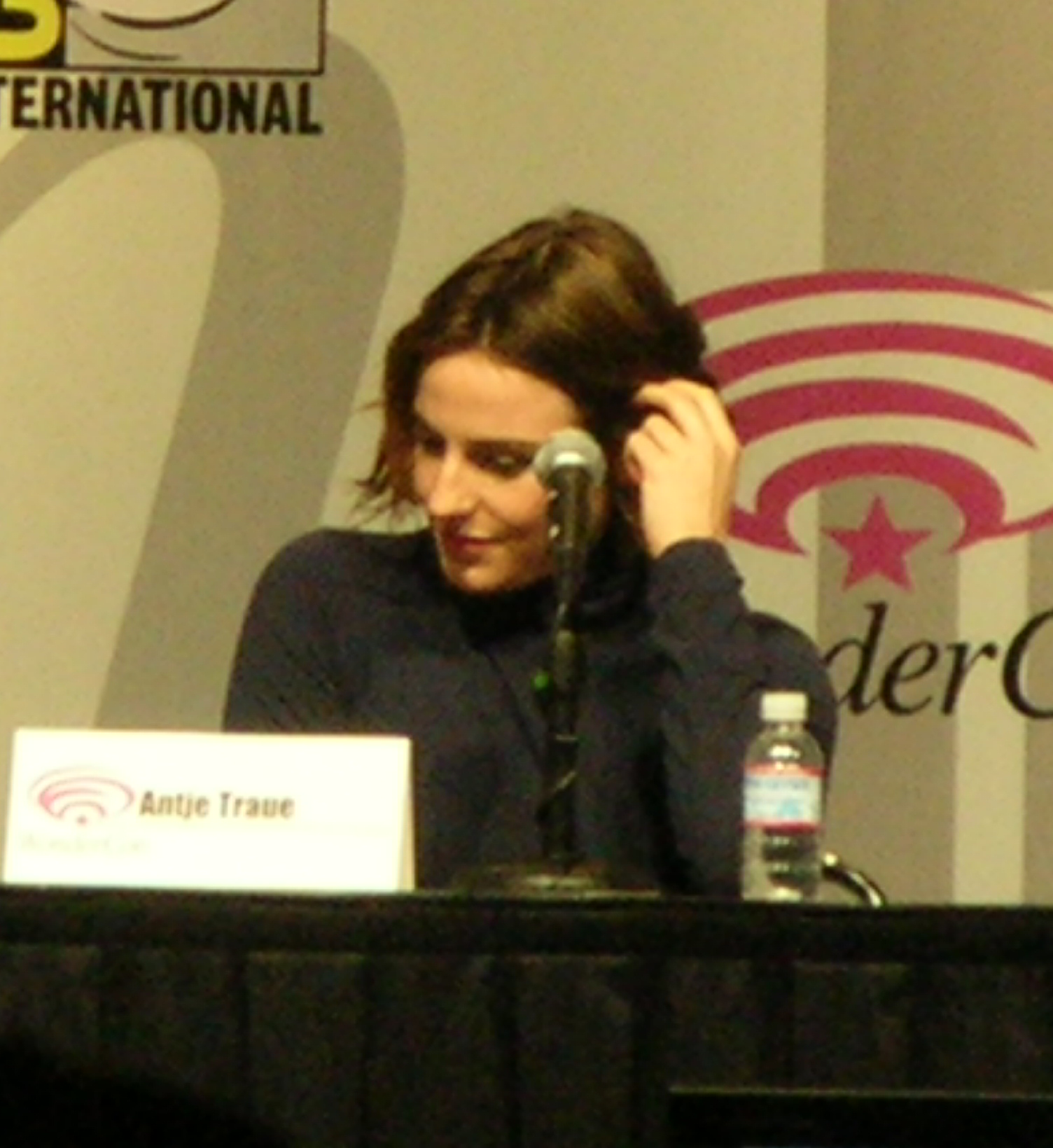
Трауе у 2009 році.

Трауе народилася в Міттвайді, Саксонія, тодішня Німецька Демократична Республіка. У віці двох років Ант'є переїхала з матір'ю в Гентін через роботу останньої, до містечка з фабрикою миючих засобів. «Вона залишилася через кохання», — визнала пізніше вже доросла акторка. Трауе майже не пам’ятає подробиць зі свого життя у початковій школі. Проте, підсумовуючи, зізналася, головним було відчуття, що їй там «було комфортно». Коли ж їй виповнилося дев'ять років, мати знайшла нову роботу інженером, і сім'я знову переїхала.
Її сценічна кар'єра почалася, коли вона зіграла Жанну д'Арк у шкільному спектаклі.
Влітку 1995 р. переїхала з матір'ю та молодшою сестрою в Мюнхен. У шістнадцять років виграла головну роль у першій в історії Міжнародній лабораторії мюнхенського мистецтва Лабораторії «Хіп-хоп» (мюзикл «Вест-Енд опера»). Трауе виступала і гастролювала з виробництвом протягом чотирьох років, з'являючись на сценах по всій Німеччині, в Європі і Нью-Йорку.
Влітку 2002 р. Антьє Трауе переїхала до Берліна, де продовжувала свою акторську підготовку. Згодом з'явилася в декількох художніх і телевізійних фільмах, таких як Kleinruppin Forever, Berlin am Meer та Phantomschmerz.
У 2008 р. Трауе обрана на головну жіночу роль у фільмі Пандорум, науково-фантастичному трилері режисера Крістіана Алверта, сценариста Тревіса Міллоу, в головних ролях якого знялися Денніс Квейд і Бен Фостер.
Ант'є планувала закінчити кар'єру акторки і присвятити себе медицині. Причиною тому став касовий провал «Пандорума» і численні відмови на пробах в інші фільми, у тому числі в такі блокбастери як «Гобіт: Несподівана подорож» (2012) та «Місія нездійсненна: Протокол Фантом» (2011). Через застій в акторській кар'єрі Антьє була змушена підробляти в ресторанах і кол-центрах, поки її агент не запропонував зняти відео для проб на роль в фільмі «Людина зі сталі», що сама акторка сприймала як свій останній шанс. Через два тижні Антьє була запрошена в Лос-Анджелес для подальшого обговорення її участі в зніманні. Зак Снайдер вважав, що вона ідеально підходить на роль Фаори, і всупереч сумнівам студії та бажанню взяти у фільм відомішу акторку, Зак затвердив Ант'є на роль Фаори у фільмі Людина зі сталі. Антьє пройшла чотири місяці інтенсивного навчання і дієти для цієї ролі.
У 2012 р. знялась в шведському фільмі Останній заповіт Нобеля.

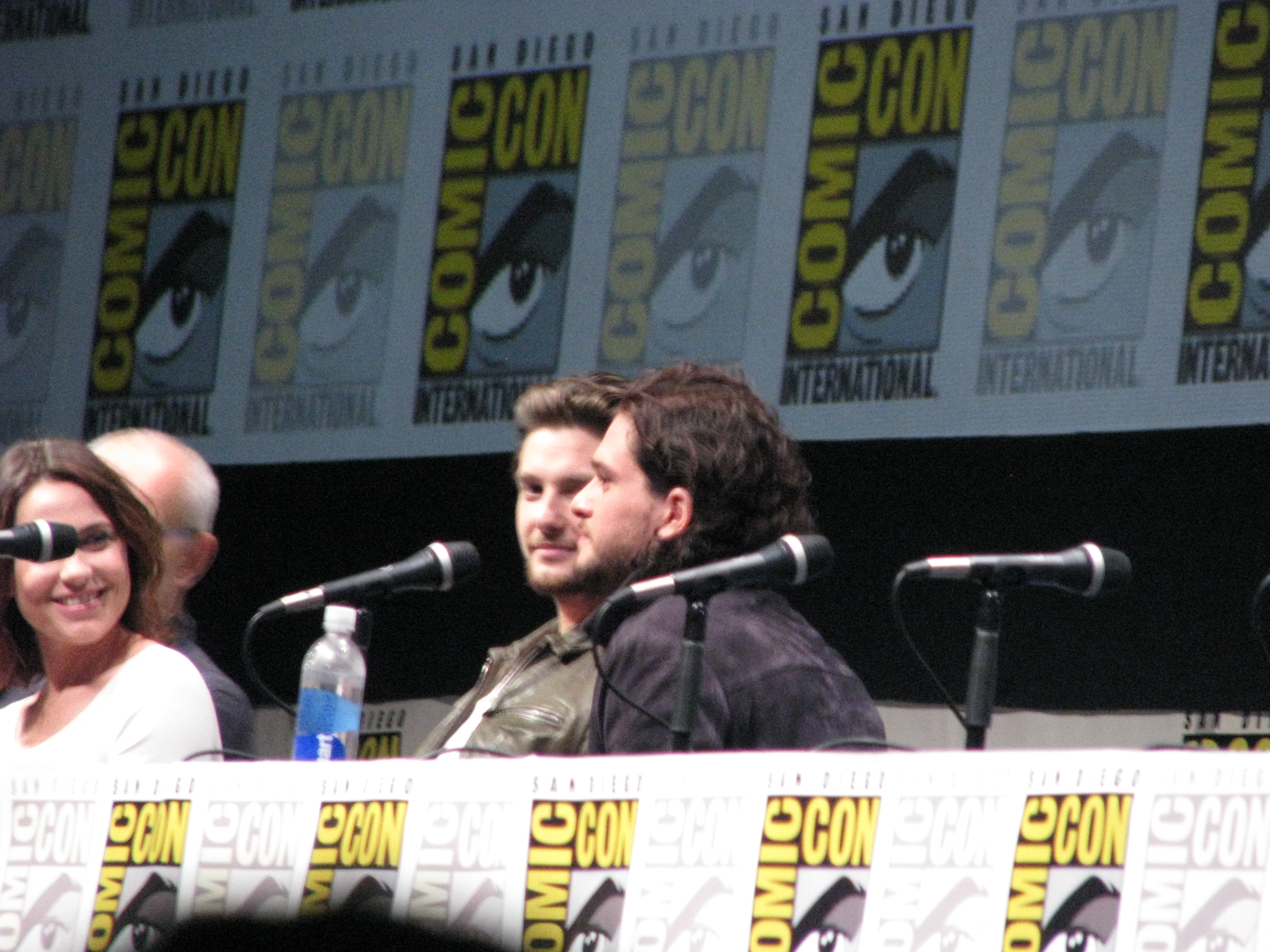
«Сьомий син» із [зліва направо] Ант'є Трауе, Беном Барнсом і Кітом Герінґтоном.

2015 рік став для акторки особливо успішним. Вона отримала другорядну роль Кістлявої Ліззі в епічному фентезійному бойовику Сьомий син. Пізніше отримала роль Адель Блох-Бавер у драматичному фільмі Жінка в золотому. Також у 2015 році світ побачать фільми за її участю — трилер Кримінал і Незважаючи на падаючий сніг.
Трауе повторила свою роль Фаори-Ул у фільмі «Флеш», який вийшов у 2023 році.

## Особисте життя
Грає на гітарі, володіє німецькою та англійською мовами, з'явилася у своїй першій англомовній ролі у фільмі Пандорум. Її зріст — 1,69 м.
Має блакитні очі. Її активи оцінюються в 3 млн доларів.

## Фільмографія

### Фільми
| Рік  | Назва                       | Назва оригінал                | Роль                       | Примітки               |
| ---- | --------------------------- | ----------------------------- | -------------------------- | ---------------------- |
| 2003 | До ночі                     | Die Nacht davor               | Франциска                  | Короткометражний фільм |
| 2004 | Клейнруппін назавжди        | Kleinruppin forever           | Рамона                     |                        |
| 2006 | Золотий хлопчик             | Goldjunge                     | Мануела                    | Короткометражний фільм |
| 2008 | Берлін біля моря            | Berlin am Meer                | Естелла                    |                        |
| 2009 | Фантомний біль              | Phantomschmerz                | Аня                        | У титрах відсутня      |
| 2009 | Пандорум                    | Pandorum                      | Надія                      |                        |
| 2011 | 5 днів у серпні             | Georgia: 5 Days of August     | Зоя                        |                        |
| 2012 | Останній заповіт Нобеля     | Nobels testamente             | Кіттен                     |                        |
| 2013 | Людина зі сталі             | Man of Steel                  | Фаора                      |                        |
| 2015 | Сьомий син                  | The Seventh Son               | Ліззі                      |                        |
| 2015 | Жінка в золотому            | Woman in Gold                 | Адель Блох-Бауер           |                        |
| 2015 | Кримінал                    | Criminal                      | Ельза                      |                        |
| 2015 | Незважаючи на падаючий сніг | Despite the Falling Snow      | Маріна                     |                        |
| 2017 | Одного разу у Німеччині     | Es war einmal in Deutschland… | Сара Саймон                |                        |
| 2018 | Повітряна куля              | Ballon                        | Ульріке Піль, вихователька |                        |
| 2019 |                             | Das Ende der Wahrheit         | Ауріс Кьолер               |                        |
| 2020 |                             | König der Raben               | Аліна                      |                        |
| 2023 | Флеш                        | The Flash                     | Фаора                      |                        |

### Телебачення
| Рік       | Назва               | Назва оригінал         | Роль          | Примітки  |
| --------- | ------------------- | ---------------------- | ------------- | --------- |
| 2000      | Втрачені діти       | Verlorene Kinder       | дівчина       | Телефільм |
| 2007      | СОКО Кельн          | SOKO Köln              | Діана Вробел  |           |
| 2009      | Прокурор            | Der Staatsanwalt       | Сандра Тевес  |           |
| 2017-2020 | Пітьма (телесеріал) | Dark                   | Агнес Нільсен |           |
| 2019      |                     | Dead End               | Емма          |           |
| 2020      | Місце злочину       | Tatort: In der Familie | Юліана        |           |